# Margit Blixt-Bjärup
Margit Blixt-Bjärup född 16 januari 1913 i Umeå landsförsamling, Västerbottens län, död 18 januari 1991, var en svensk konstnär och teckningslärare.
Hon var dotter till yrkesläraren Karl Blixt och hans maka född Johansson och gift med rektorn KA Bjärup. Hon studerade vid Tekniska skolan 1932-1936 som ledde till en teckningslärarexamen, därefter studerade hon vid Högre konstindustriella skolan i Stockholm och under studieresor till Danmark, Frankrike och Italien. Separat ställde hon ut i Umeå, Malmö och Båstad. Hennes konst består av blomsterstilleben, porträtt och norrländska landskapsmålningar huvudsakligen i olja med en bred penselföring. Vid sidan av sitt eget skapande var hon under en tid verksam som teckningslärare i Umeå.